# Сонатина
 Тази статия е за музикалната форма.  За филма на Такеши Китано вижте Сонатина (филм).  
Сонатѝна (ит. sonatina, умал. от sonata) е малка соната. За разлика от сонатата, сонатината се отличава с по-опростения си тематизъм, малки мащаби и сравнително по-леки технически проблеми в интерпретацията. В много случаи сонатината се използва като учебен материал от начинаещи пианисти и от облигатисти. Такива са сонатините на Муцио Клементи и Фридрих Кулау (вж.пример а и б). Изключение от тях правят сонатините за пиано от Морис Равел, Дмитрий Кабалевски, Панчо Владигеров, Петко Стайнов и др., които са с висока художествена стойност и сложна музикална фактура.
В показаните примери от Сонатина № 1 в С-dur, оп.36 от Клементи, се вижда че са налице три дяла – експозиция, разработка и реприза. В експозицията тематичният материал е опростен. Въпреки това той се състои от две контрастни теми, но без преход от едната към другата. Първата тема е в основната тоналност C-dur, а втората в G-dur-доминантовата тоналност на основната. В разработката (пример а и б) съществени видоизменения на тематичния материал от експозицията не настъпват, освен че видоизменението на първата тема е и в новата тоналност G-dur. Репризата (пример б) e буквална, т.е в основната тоналност на сонатината, но пренесена от втора в първа октава.